# 火爆刑警
《火爆刑警》（英語：Violent Cop），2000年上映的香港电影，导演梁宏發，主演譚耀文、張文慈、杜汶澤、張瑞哲、陳穎妍、何華超。

## 剧情
该片讲述暴躁及精明的警察林強調查多宗變態兇案的故事。

## 演員表
| 演員   | 角色   | 粵語配音 | 備註                                                      |
| 譚耀文 | 林強   | 譚耀文   | 警察 偉Sir之合作伙伴，初不和，后和好 辦案精明，但性格暴躁 |
| 張文慈 | Eva    | 張文慈   | 女同性戀 陳文文之女友                                     |
| 張瑞哲 | 偉Sir  | 陳欣     | 警察 林強之合作伙伴，初不和，后和好 性格冷靜，辦案精明    |
| 杜汶澤 | 阿廖   | 杜汶澤   | 表面為警察，實為變態殺手 殺死陳文文的兇手                 |
| 陳穎妍 | 陳文文 | 陸惠玲   | 女同性戀 Eva之女友 林強之舊同學                           |
| 何華超 | 大B    | 黃志明   | 二流男星 追求陳文文，但被其拒絕 思思之男友                |
| 梁敏儀 | 思思   |          | 大B之女友 因妒忌大B追求陳文文而派人打傷兩人               |
| 海俊傑 | 阿海   | 李家輝   | 疑犯 林強之天敵                                           |
| 段偉倫 | 阿肥   |          | 警察 林強之下屬                                           |

## 制作
本片為杜汶澤首次演反派兼變態殺手。

## 外部連結
- 香港影庫上《火爆刑警》的資料（繁體中文）
- 豆瓣电影上《火爆刑警》的資料 （简体中文）
- 互联网电影数据库（IMDb）上《火爆刑警》的资料（英文）